# Карињано (Парма)
Карињано је насеље у Италији у округу Парма, региону Емилија-Ромања.
Према процени из 2011. у насељу је живело 939 становника. Насеље се налази на надморској висини од 129 м.